# 20/10 Álbum de Nito Mestre
20/10 es el primer álbum de estudio de la carrera solista de Nito Mestre, fue publicado a mediados del 1981. En este álbum Nito utilizó la formula de escoger un grupo de músicos y compositores, y que cada quien compusiera e interpretara diferentes canciones.

## Historia
Con el final de los Desconocidos de siempre, Nito Mestre pudo encarar una etapa solista que sigue hasta hoy. Ese fue el mejor momento de Nito. Liberado de los anclajes del folk rock que había hecho anteriormente.

## Grabación
Las composiciones, en su gran mayoría bajo autoría de Nito, salvo "Contigo que pasa" de David Lebón y "Afuera de la ciudad" de Charly García, hacen de este álbum el mejor que haya grabado en su extensa trayectoria.

## Título del disco[1]
El titulo del disco es el teléfono de casa. Son los cuatro últimos números y se lo puse porque toda la idea del long-play se dio en mi casa. Me pareció que era bueno primero ubicarlo un poco físicamente. Además lo hice para abrirme un poco, pero no en el hecho de decir 'llámenme a casa', sino en un aspecto inconsciente. Doy algo que me es muy propio —como ser el teléfono de casa— como una especie de apertura. Primero pensé en no hacerlo, pero después comprendí que debía ser así. Igualmente, no lo puse para que me llamen.
.                                                                                                                    -Nito Mestre (1981)
| N.º | Nombre                        | Artista       | Duración |
| --- | ----------------------------- | ------------- | -------- |
| 1   | Hoy Tiré Viejas Hojas         | Nito Mestre   | 3:11     |
| 2   | Espero Siempre Por Vos        | Nito Mestre   | 3:02     |
| 3   | Contigo Que Pasa              | David Lebón   | 3:30     |
| 4   | Enero Va                      | Nito Mestre   | 4:50     |
| 5   | El Mar De Esta Locura         | Nito Mestre   | 3:20     |
| 6   | Afuera De La Ciudad           | Charly García | 4:43     |
| 7   | Oh! El Poder De La Mente      | Nito Mestre   | 3:50     |
| 8   | Los Remolinos De La Inocencia | Nito Mestre   | 4:14     |
| 9   | Distinto Tiempo               | Nito Mestre   | 2:39     |
| 10  | 20/10                         | Nito Mestre   | 1:47     |
|     |                               |               | 35:55    |

Errores en el CD
En 1992 mientras Microfon editaba la edición en CD de Artaud (Pescado Rabioso) esta edición incluiria por error el Lado A del disco de Nito 20/10.